# Eleição municipal de Itapetininga em 1992
A eleição municipal de Itapetininga em 1992 foi o 11.º pleito eleitoral realizado na história do município. Ocorreu oficialmente em 3 de outubro e foi disputada em turno único, dado que Itapetininga por não ter 200 000 eleitores registrados e aptos ao voto, não atende ao critério eleitoral definido pelo inciso II do artigo nº 29 da Constituição Federal para a realização de um 2.º turno caso nenhum dos candidatos à prefeito alcance maioria absoluta dos votos. Neste caso, o(a) vencedor(a) é escolhido por maioria simples.
Segundo dados do Tribunal Superior Eleitoral, 58 483 eleitores compunham o eleitorado itapetiningano apto a votar para eleger 1 prefeito, 1 vice–prefeito e 19 vereadores para a Câmara Municipal em 1992.

## Candidaturas oficiais
| Nº | Nome            | Partido | Vice            | Situação   |
| -- | --------------- | ------- | --------------- | ---------- |
| 15 | Edson Giriboni  | PMDB    | desconhecido(a) | Não eleito |
| 36 | Thomaz de Melo  | PRN     | desconhecido(a) | Não eleito |
| 41 | Ricardo Barbará | PSD     | Roberto Ramalho | Eleito     |
| 45 | José Rubens     | PSDB    | desconhecido(a) | Não eleito |

## Resultados eleitorais

### Prefeito(a) eleito(a)
| Candidatos a prefeito(a)   | Candidatos a prefeito(a) | Candidatos a vice-prefeito(a) | Votação | Votação     |
| Candidatos a prefeito(a)   | Candidatos a prefeito(a) | Candidatos a vice-prefeito(a) | Total   | Porcentagem |
| -------------------------- | ------------------------ | ----------------------------- | ------- | ----------- |
|                            | Ricardo Barbará (PSD)    | Roberto Ramalho (PSD)         | 27 911  | 58,48%      |
|                            | Edson Giriboni (PMDB)    | desconhecido(a)               | 14 916  | 31,25%      |
|                            | José Rubens (PSDB)       | desconhecido(a)               | 3 600   | 7,54%       |
|                            | Thomaz de Melo (PRN)     | desconhecido(a)               | 1 304   | 2,73%       |
| Total de votos válidos     | Total de votos válidos   | Total de votos válidos        | 47 731  | 47 731      |
| Votos apurados             |                          |                               |         |             |
| Votos válidos              | Votos válidos            | Votos válidos                 | 47 731  | 90,35%      |
| Votos em branco            | Votos em branco          | Votos em branco               | 2 318   | 4,39%       |
| Votos nulos                | Votos nulos              | Votos nulos                   | 2 777   | 5,26%       |
| Total de votos apurados    | Total de votos apurados  | Total de votos apurados       | 52 826  | 52 826      |
| Participação do eleitorado |                          |                               |         |             |
| Comparecimentos            | Comparecimentos          | Comparecimentos               | 52 826  | 90,33%      |
| Abstenções                 | Abstenções               | Abstenções                    | 5 657   | 9,67%       |
| Total de eleitores aptos   | Total de eleitores aptos | Total de eleitores aptos      | 58 483  | 58 483      |
| Fonte: Fundação SEADE      |                          |                               |         |             |

### Vereadores (re)eleitos
No sistema proporcional, pelo qual são eleitos os vereadores, o voto dado a um candidato é primeiro considerado para o partido ao qual ele é filiado. O total de votos de um partido é que define quantas cadeiras ele terá. Definidas as cadeiras, os candidatos mais votados do partido são chamados a ocupá-las. Abaixo encontram-se os candidatos a vereador eleitos e reeleitos para a 11.ª legislatura, iniciada em 1 de janeiro de 1993 e concluída em 31 de dezembro de 1996.
| Nome                | Partido | Votos Totais | Porcentagem | Situação    |
| ------------------- | ------- | ------------ | ----------- | ----------- |
| Fernando Rosa       | PFL     | 1 484        | 2,81%       | Eleito(a)   |
| José Lopes Cardoso  | PMDB    | 1 199        | 2,27%       | Eleito(a)   |
| Omar José Ozi       | PDS     | 1 131        | 2,14%       | Reeleito(a) |
| Araci Bonifácio     | PMDB    | 989          | 1,87%       | Eleito(a)   |
| Heleno de Souza     | PMDB    | 974          | 1,84%       | Eleito(a)   |
| Eduardo Tsukamoto   | PMDB    | 954          | 1,81%       | Eleito(a)   |
| Xilim               | PMDB    | 867          | 1,64%       | Reeleito(a) |
| José Ribeiro        | PDT     | 804          | 1,52%       | Reeleito(a) |
| João Sabrão         | PDS     | 802          | 1,52%       | Reeleito(a) |
| José de Faria       | PDT     | 770          | 1,46%       | Eleito(a)   |
| José Vicente        | PMDB    | 700          | 1,33%       | Eleito(a)   |
| Geraldo Corrêa      | PTR     | 673          | 1,27%       | Eleito(a)   |
| Benedito Camargo    | PTB     | 604          | 1,14%       | Eleito(a)   |
| Geraldo Macedo      | PT      | 599          | 1,13%       | Eleito(a)   |
| Antonio Carlos      | PMDB    | 574          | 1,09%       | Eleito(a)   |
| Márcio Camilo       | PTB     | 573          | 1,08%       | Eleito(a)   |
| Carlos de Oliveira  | PSDB    | 571          | 1,08%       | Reeleito(a) |
| Davino Plens        | PMDB    | 512          | 0,97%       | Eleito(a)   |
| Oswaldo Piedade Jr. | PMDB    | 460          | 0,87%       | Eleito(a)   |